# Élections cantonales de 1982 en Ille-et-Vilaine
Les élections cantonales de 1982 se sont déroulées les 14 et 21 mars 1982.

## Contexte départemental

### Assemblée départementale sortante
Avant les élections, le conseil départemental d'Ille-et-Vilaine est présidé par François Le Douarec, membre du (Rassemblement pour la République). 
Il comprend 49 conseillers généraux issus des 49 cantons d'Ille-et-Vilaine. 
| Parti                                       | Sigle | Élus |
| ------------------------------------------- | ----- | ---- |
| Majorité (38 sièges)                        |       |      |
| Centre des démocrates sociaux               | CDS   | 14   |
| Divers droite                               | Mod   | 11   |
| Rassemblement pour la République            | RPR   | 9    |
| Centre national des indépendants et paysans | CNIP  | 2    |
| Parti républicain                           | PR    | 2    |
| Opposition (11 sièges)                      |       |      |
| Parti socialiste                            | PS    | 10   |
| Mouvement des radicaux de gauche            | MRG   | 1    |
| Président du conseil général                |       |      |
| François Le Douarec (RPR)                   |       |      |

## Résultats à l'échelle du département

### Résultats en nombre de sièges
| Parti                            | Sièges mis en jeu | Élus | Évolution |
| -------------------------------- | ----------------- | ---- | --------- |
| Centre des démocrates sociaux    | 11                | 11   | =         |
| Rassemblement pour la République | 5                 | 6    | +1        |
| Divers droite                    | 2                 | 1    | -1        |
| Parti républicain                | 1                 | 1    | =         |
| Parti socialiste                 | 6                 | 8    | +2        |

### Assemblée départementale à l'issue des élections
Deux cantons ont été créés, l'assemblée se compose donc de 51 conseillers à la place de 49.
| Parti                                       | Sigle | Élus |
| ------------------------------------------- | ----- | ---- |
| Majorité (38 sièges)                        |       |      |
| Centre des démocrates sociaux               | CDS   | 14   |
| Rassemblement pour la République            | RPR   | 10   |
| Divers droite                               | Mod   | 10   |
| Centre national des indépendants et paysans | CNIP  | 2    |
| Parti républicain                           | PR    | 2    |
| Opposition (13 sièges)                      |       |      |
| Parti socialiste                            | PS    | 12   |
| Mouvement des radicaux de gauche            | MRG   | 1    |
| Président du conseil général                |       |      |
| Pierre Méhaignerie (CDS)                    |       |      |

## Arrondissement de Rennes

### Canton de Rennes-III (Nord-Ouest)
- Conseiller sortant : Edmond Hervé (PS), élu depuis 1973, ne se représente pas.

| Candidats | Candidats          | Étiquette | Premier tour | Premier tour | Second tour | Second tour |
| Candidats | Candidats          | Étiquette | Voix         | %            | Voix        | %           |
| --------- | ------------------ | --------- | ------------ | ------------ | ----------- | ----------- |
|           | Dominique Cloarec  | RPR       | 3 102        | 42,28        | 3 921       | 47,84       |
|           | Frédéric Venien    | PS        | 2 961        | 40,36        | 4 275       | 52,16       |
|           | Jeanine Palm       | PSU       | 555          | 7,56         |             |             |
|           | Jean-Claude Guyard | PCF       | 452          | 6,16         |             |             |
|           | Michel Génin       | UDB       | 267          | 3,64         |             |             |
|           |                    |           |              |              |             |             |
| Inscrits  | Inscrits           | Inscrits  | 13 928       | 100,00       | 13 928      | 100,00      |
| Votants   | Votants            | Votants   | 7 575        | 54,39        | 8 384       | 60,20       |
| Exprimés  | Exprimés           | Exprimés  | 7 337        | 98,86        | 8 196       | 97,76       |

* Conseiller général sortant

### Canton de Rennes-IV (Nord)
- Conseiller sortant : Jacques Cressard , (RPR), élu depuis 1973.

| Candidats | Candidats          | Étiquette | Premier tour | Premier tour |
| Candidats | Candidats          | Étiquette | Voix         | %            |
| --------- | ------------------ | --------- | ------------ | ------------ |
|           | Jacques Cressard * | RPR       | 5 371        | 51,62        |
|           | Yves Arnaud        | PS        | 3 712        | 35,68        |
|           | Pierre Boudet      | PCF       | 556          | 5,34         |
|           | Yves Louapre       | Mod       | 486          | 4,67         |
|           | René Rouchausse    | UDB       | 280          | 2,69         |
|           |                    |           |              |              |
| Inscrits  | Inscrits           | Inscrits  | 16 678       | 100,00       |
| Votants   | Votants            | Votants   | 10 659       | 63,91        |
| Exprimés  | Exprimés           | Exprimés  | 10 405       | 97,62        |

* Conseiller général sortant

### Canton de Rennes-V (Nord-Est)
- Conseiller sortant : Jean-Michel Boucheron (PS), est élu depuis 1976.

| Candidats | Candidats               | Étiquette | Premier tour | Premier tour | Second tour | Second tour |
| Candidats | Candidats               | Étiquette | Voix         | %            | Voix        | %           |
| --------- | ----------------------- | --------- | ------------ | ------------ | ----------- | ----------- |
|           | Jean-Michel Boucheron * | PS        | 3 146        | 48,92        | 3 792       | 55,19       |
|           | Pierre Abegg            | UDF-AD    | 2 822        | 43,88        | 3 079       | 44,81       |
|           | Jacques Rolland         | PCF       | 463          | 7,20         |             |             |
|           |                         |           |              |              |             |             |
| Inscrits  | Inscrits                | Inscrits  | 11 944       | 100,00       | 11 944      | 100,00      |
| Votants   | Votants                 | Votants   | 6 611        | 55,35        | 6 974       | 58,39       |
| Exprimés  | Exprimés                | Exprimés  | 6 431        | 97,28        | 6 871       | 98,52       |

* Conseiller général sortant

### Canton de Rennes-IX (Centre-Sud)
- Conseiller sortant : Albert Renouf (PS), élu depuis 1976.

| Candidats | Candidats       | Étiquette | Premier tour | Premier tour | Second tour | Second tour |
| Candidats | Candidats       | Étiquette | Voix         | %            | Voix        | %           |
| --------- | --------------- | --------- | ------------ | ------------ | ----------- | ----------- |
|           | Brigitte Moulin | CDS       | 3 365        | 47,35        | 3 842       | 48,98       |
|           | Albert Renouf * | PS        | 3 108        | 43,74        | 4 002       | 51,02       |
|           | Alain Géraud    | PCF       | 633          | 8,92         |             |             |
|           |                 |           |              |              |             |             |
| Inscrits  | Inscrits        | Inscrits  | 12 347       | 100,00       | 12 347      | 100,00      |
| Votants   | Votants         | Votants   | 7 286        | 59,01        | 7 975       | 64,59       |
| Exprimés  | Exprimés        | Exprimés  | 7 106        | 97,53        | 7 844       | 98,36       |

* Conseiller général sortant

### Canton de Rennes-X (Sud-Ouest)
- Conseiller sortant : Georges Cano (PS), élu depuis 1973.

| Candidats | Candidats          | Étiquette | Premier tour | Premier tour | Second tour | Second tour |
| Candidats | Candidats          | Étiquette | Voix         | %            | Voix        | %           |
| --------- | ------------------ | --------- | ------------ | ------------ | ----------- | ----------- |
|           | Georges Cano *     | PS        | 3 888        | 48,86        | 4 489       | 53,16       |
|           | Jacques Chévy      | CDS       | 3 511        | 44,13        | 3 956       | 46,84       |
|           | Bernadette Bouleux | PCF       | 558          | 7,01         |             |             |
|           |                    |           |              |              |             |             |
| Inscrits  | Inscrits           | Inscrits  | 13 672       | 100,00       | 13 671      | 100,00      |
| Votants   | Votants            | Votants   | 8 164        | 59,71        | 8 573       | 62,71       |
| Exprimés  | Exprimés           | Exprimés  | 7 957        | 97,47        | 8 445       | 98,51       |

* Conseiller général sortant

### Canton de Rennes-VII-2 (Le-Blosne)
- Nouveau canton : le Canton de Rennes-VII est scindé en deux. Le VII-1 deviendra le canton Sud-Est, le VII-2 celui du Blosne.

| Candidats | Candidats      | Étiquette | Premier tour | Premier tour |
| Candidats | Candidats      | Étiquette | Voix         | %            |
| --------- | -------------- | --------- | ------------ | ------------ |
|           | Jean Normand   | PS        | 3 393        | 51,76        |
|           | Georges Menges | DVD       | 2 369        | 36,14        |
|           | Josette Bléas  | PCF       | 793          | 12,10        |
|           |                |           |              |              |
| Inscrits  | Inscrits       | Inscrits  | 13 491       | 100,00       |
| Votants   | Votants        | Votants   | 6 790        | 50,33        |
| Exprimés  | Exprimés       | Exprimés  | 6 555        | 96,54        |

* Conseiller général sortant

### Canton de Rennes-VIII-2 (Bréquigny)
- Nouveau canton : le canton de Rennes-VIII est scindé en deux. Le VIII-1 deviendra le canton de Bruz, le VIII-2 celui de Bréquigny.

| Candidats | Candidats         | Étiquette | Premier tour | Premier tour | Second tour | Second tour |
| Candidats | Candidats         | Étiquette | Voix         | %            | Voix        | %           |
| --------- | ----------------- | --------- | ------------ | ------------ | ----------- | ----------- |
|           | François Richou   | PS        | 2 095        | 51,76        | 2 933       | 57,33       |
|           | Yves Pottier      | RPR       | 1 987        | 40,96        | 2 183       | 42,67       |
|           | Christian Benoist | PCF       | 526          | 10,86        |             |             |
|           | Hilaire Fournier  | PSU       | 243          | 5,01         |             |             |
|           |                   |           |              |              |             |             |
| Inscrits  | Inscrits          | Inscrits  | 9 762        | 100,00       | 9 762       | 100,00      |
| Votants   | Votants           | Votants   | 4 993        | 51,15        | 5 224       | 53,51       |
| Exprimés  | Exprimés          | Exprimés  | 4 851        | 97,16        | 5 116       | 97,93       |

* Conseiller général sortant

### Canton de Châteaugiron
- Conseiller sortant : Pierre Le Treut (CDS), élu depuis 1965.

| Candidats | Candidats         | Étiquette | Premier tour | Premier tour |
| Candidats | Candidats         | Étiquette | Voix         | %            |
| --------- | ----------------- | --------- | ------------ | ------------ |
|           | Pierre Le Treut * | CDS       | 4 439        | 66,91        |
|           | Henri Gallais     | PS        | 1 490        | 22,46        |
|           | Patrick Chartier  | PSU       | 502          | 7,57         |
|           | Robert Pégeault   | PCF       | 203          | 3,06         |
|           |                   |           |              |              |
| Inscrits  | Inscrits          | Inscrits  | 9 133        | 100,00       |
| Votants   | Votants           | Votants   | 6 752        | 73,93        |
| Exprimés  | Exprimés          | Exprimés  | 6 634        | 98,25        |

* Conseiller général sortant

### Canton de Janzé
- Conseiller sortant : Maurice Drouet (CDS), élu depuis 1976.

| Candidats | Candidats            | Étiquette | Premier tour | Premier tour |
| Candidats | Candidats            | Étiquette | Voix         | %            |
| --------- | -------------------- | --------- | ------------ | ------------ |
|           | Maurice Drouet *     | CDS       | 3 613        | 73,08        |
|           | Marie-Hélène Vidal   | PS        | 999          | 20,21        |
|           | Claudine Schillinger | PCF       | 332          | 6,72         |
|           |                      |           |              |              |
| Inscrits  | Inscrits             | Inscrits  | 6 919        | 100,00       |
| Votants   | Votants              | Votants   | 5 132        | 74,17        |
| Exprimés  | Exprimés             | Exprimés  | 4 944        | 96,34        |

* Conseiller général sortant

### Canton de Mordelles
- Conseiller sortant : Jean Châtel (CDS) élu depuis 1964.

| Candidats | Candidats              | Étiquette | Premier tour | Premier tour |
| Candidats | Candidats              | Étiquette | Voix         | %            |
| --------- | ---------------------- | --------- | ------------ | ------------ |
|           | Jean Châtel *          | CDS       | 4 862        | 60,13        |
|           | Jean-Claude du Chalard | PS        | 2 754        | 34,06        |
|           | Joseph Cussonneau      | PCF       | 470          | 5,81         |
|           |                        |           |              |              |
| Inscrits  | Inscrits               | Inscrits  | 11 743       | 100,00       |
| Votants   | Votants                | Votants   | 8 322        | 70,87        |
| Exprimés  | Exprimés               | Exprimés  | 8 086        | 97,16        |

* Conseiller général sortant

## Arrondissement de Saint-Malo

### Canton de Saint-Malo-Nord
- Conseiller sortant : Christian Morvan (Mod), élu lors d'une partielle en 1981.

| Candidats | Candidats          | Étiquette | Premier tour | Premier tour | Second tour | Second tour |
| Candidats | Candidats          | Étiquette | Voix         | %            | Voix        | %           |
| --------- | ------------------ | --------- | ------------ | ------------ | ----------- | ----------- |
|           | Christian Morvan * | Mod       | 5 899        | 40,47        | 7 418       | 49,30       |
|           | Louis Chopier      | PS        | 5 674        | 38,93        | 7 630       | 50,70       |
|           | Marcel Planchet    | Mod       | 2 259        | 15,50        |             |             |
|           | André Le Bourg     | PCF       | 535          | 3,67         |             |             |
|           | Joël Martini       | UDB       | 208          | 1,43         |             |             |
|           |                    |           |              |              |             |             |
| Inscrits  | Inscrits           | Inscrits  | 21 056       | 100,00       | 21 056      | 100,00      |
| Votants   | Votants            | Votants   | 14 806       | 70,32        | 15 394      | 73,11       |
| Exprimés  | Exprimés           | Exprimés  | 14 575       | 98,44        | 15 048      | 97,75       |

* Conseiller général sortant

### Canton de Châteauneuf-d'Ille-et-Vilaine
- Conseiller sortant : Bernard Cos (Mod), élu depuis 1976.

| Candidats | Candidats     | Étiquette | Premier tour | Premier tour | Second tour | Second tour |  |
| Candidats | Candidats     | Étiquette | Voix         | %            | Voix        | %           |  |
| --------- | ------------- | --------- | ------------ | ------------ | ----------- | ----------- |  |
|           | Bernard Cos * | PR        | 2 189        | 43,82        | 2 847       | 55,92       |  |
|           | Jean Daniel   | PS        | 1 589        | 31,81        | 2 244       | 44,08       |  |
|           | Jean Fantoux  | app CDS   | 966          | 19,34        |             |             |  |
|           | Émile Lohat   | PCF       | 252          | 5,04         |             |             |  |
|           |               |           |              |              |             |             |  |
| Inscrits  | Inscrits      | Inscrits  | 6 970        | 100,00       | 6 968       | 100,00      |  |
| Votants   | Votants       | Votants   | 5 155        | 73,96        | 5 222       | 74,94       |  |
| Exprimés  | Exprimés      | Exprimés  | 4 996        | 96,92        | 5 091       | 97,49       |  |

* Conseiller général sortant

### Canton de Dinard
- Conseiller sortant : Yvon Bourges (RPR), sénateur, élu depuis 1964.

| Candidats | Candidats        | Étiquette | Premier tour | Premier tour |
| Candidats | Candidats        | Étiquette | Voix         | %            |
| --------- | ---------------- | --------- | ------------ | ------------ |
|           | Yvon Bourges *   | RPR       | 6 265        | 58,80        |
|           | Antoine Launay   | PS        | 2 941        | 27,40        |
|           | Pierre Thibault  | PCF       | 603          | 5,66         |
|           | Charles de Marin | Mod       | 593          | 5,57         |
|           | Michel Didier    | PSU       | 262          | 2,46         |
|           |                  |           |              |              |
| Inscrits  | Inscrits         | Inscrits  | 15 021       | 100,00       |
| Votants   | Votants          | Votants   | 10 947       | 72,88        |
| Exprimés  | Exprimés         | Exprimés  | 10 655       | 97,33        |

* Conseiller général sortant

### Canton de Dol-de-Bretagne
- Conseiller sortant : Jean Hamelin (RPR), député, élu depuis 1976.

| Candidats | Candidats          | Étiquette | Premier tour | Premier tour |
| Candidats | Candidats          | Étiquette | Voix         | %            |
| --------- | ------------------ | --------- | ------------ | ------------ |
|           | Jean Hamelin *     | RPR       | 3 648        | 57,71        |
|           | Rémi Froger        | PS        | 2 305        | 36,47        |
|           | Francine Mauvoisin | PCF       | 368          | 5,82         |
|           |                    |           |              |              |
| Inscrits  | Inscrits           | Inscrits  | 8 826        | 100,00       |
| Votants   | Votants            | Votants   | 6 523        | 73,91        |
| Exprimés  | Exprimés           | Exprimés  | 6 321        | 96,90        |

* Conseiller général sortant

### Canton de Tinténiac
- Conseiller sortant : Roger Noguès (CDS), élu depuis 1964.

| Candidats | Candidats      | Étiquette | Premier tour | Premier tour |
| Candidats | Candidats      | Étiquette | Voix         | %            |
| --------- | -------------- | --------- | ------------ | ------------ |
|           | Roger Noguès * | CDS       | 3 626        | 76,77        |
|           | Émile Aubry    | PS        | 929          | 19,67        |
|           | Marc Busnel    | PCF       | 168          | 3,56         |
|           |                |           |              |              |
| Inscrits  | Inscrits       | Inscrits  | 5 686        | 100,00       |
| Votants   | Votants        | Votants   | 4 797        | 84,37        |
| Exprimés  | Exprimés       | Exprimés  | 4 723        | 98,46        |

* Conseiller général sortant

## Arrondissement de Fougères

### Canton de Fougères-Nord
- Conseiller sortant : Jean Madelain (CDS), élu depuis 1964.

| Candidats | Candidats             | Étiquette | Premier tour | Premier tour |
| Candidats | Candidats             | Étiquette | Voix         | %            |
| --------- | --------------------- | --------- | ------------ | ------------ |
|           | Jean Madelain *       | CDS       | 6 403        | 58,08        |
|           | Jean-Michel Guichaoua | PS        | 2 182        | 19,79        |
|           | Louis Feuvrier        | MDD       | 1 688        | 15,31        |
|           | Jean-Claude Guillerm  | PCF       | 751          | 6,81         |
|           |                       |           |              |              |
| Inscrits  | Inscrits              | Inscrits  | 16 381       | 100,00       |
| Votants   | Votants               | Votants   | 11 285       | 68,89        |
| Exprimés  | Exprimés              | Exprimés  | 11 024       | 97,69        |

* Conseiller général sortant

### Canton d'Antrain
- Conseiller sortant : Raymond Duval (Modéré), élu depuis 1976.

| Candidats | Candidats       | Étiquette | Premier tour | Premier tour | Second tour | Second tour |
| Candidats | Candidats       | Étiquette | Voix         | %            | Voix        | %           |
| --------- | --------------- | --------- | ------------ | ------------ | ----------- | ----------- |
|           | Raymond Duval * | Modéré    | 1 581        | 30,40        | 2 446       | 45,50       |
|           | Pierre Legrand  | MDD       | 1 448        | 27,84        | 2 337       | 43,47       |
|           | Alfred Gautier  | RPR       | 1 265        | 24,32        |             |             |
|           | Armelle Vallier | PS        | 751          | 14,44        | 593         | 11,03       |
|           | Michel Payen    | PCF       | 156          | 3,00         |             |             |
|           |                 |           |              |              |             |             |
| Inscrits  | Inscrits        | Inscrits  | 6 948        | 100,00       | 6 948       | 100,00      |
| Votants   | Votants         | Votants   | 5 363        | 77,19        | 5 546       | 79,82       |
| Exprimés  | Exprimés        | Exprimés  | 5 201        | 96,98        | 5 376       | 96,94       |

* Conseiller général sortant

### Canton de Saint-Aubin-du-Cormier
- Conseiller sortant : Jean Taillandier (PS), élu depuis 1973. Il a été élu sous l'étiquette MRG, avant de rejoindre le PS en 1981.

| Candidats | Candidats          | Étiquette | Premier tour | Premier tour |
| Candidats | Candidats          | Étiquette | Voix         | %            |
| --------- | ------------------ | --------- | ------------ | ------------ |
|           | Pierre Renault     | RPR       | 2 239        | 53,90        |
|           | Jean Taillandier * | PS        | 1 825        | 43,93        |
|           | Michel Le Toux     | PCF       | 90           | 2,17         |
|           |                    |           |              |              |
| Inscrits  | Inscrits           | Inscrits  | 5 185        | 100,00       |
| Votants   | Votants            | Votants   | 4 250        | 81,97        |
| Exprimés  | Exprimés           | Exprimés  | 4 154        | 97,74        |

* Conseiller général sortant

## Ancien arrondissement de Vitré

### Canton de Vitré-Est
- Conseiller sortant : Pierre Méhaignerie (CDS), élu depuis 1976.

| Candidats | Candidats            | Étiquette | Premier tour | Premier tour |
| Candidats | Candidats            | Étiquette | Voix         | %            |
| --------- | -------------------- | --------- | ------------ | ------------ |
|           | Pierre Méhaignerie * | CDS       | 6 532        | 77,90        |
|           | Claudette Pichon     | PS        | 1 202        | 14,34        |
|           | Arlette Tardif       | MRG       | 463          | 5,52         |
|           | Félix Leturc         | PCF       | 188          | 2,24         |
|           |                      |           |              |              |
| Inscrits  | Inscrits             | Inscrits  | 11 461       | 100,00       |
| Votants   | Votants              | Votants   | 8 610        | 75,12        |
| Exprimés  | Exprimés             | Exprimés  | 8 385        | 97,39        |

* Conseiller général sortant

### Canton d'Argentré-du-Plessis
- Conseiller sortant : Jean Bourdais (CDS) élu depuis 1970.

| Candidats | Candidats           | Étiquette | Premier tour | Premier tour |
| Candidats | Candidats           | Étiquette | Voix         | %            |
| --------- | ------------------- | --------- | ------------ | ------------ |
|           | Jean Bourdais *     | CDS       | 4 927        | 88,52        |
|           | Françoise Coupeau   | PS        | 562          | 10,10        |
|           | Gilles Le Guévellou | PCF       | 67           | 1,20         |
|           |                     |           |              |              |
| Inscrits  | Inscrits            | Inscrits  | 7 230        | 100,00       |
| Votants   | Votants             | Votants   | 5 715        | 79,05        |
| Exprimés  | Exprimés            | Exprimés  | 5 566        | 97,39        |

* Conseiller général sortant

### Canton de La Guerche-de-Bretagne
- Conseiller sortant : Emmanuel Pontais  (CDS) élu depuis 1976.

| Candidats | Candidats            | Étiquette | Premier tour | Premier tour |
| Candidats | Candidats            | Étiquette | Voix         | %            |
| --------- | -------------------- | --------- | ------------ | ------------ |
|           | Emmanuel Pontais *   | CDS       | 4 134        | 72,23        |
|           | Guy Gerbaud          | PS        | 1 523        | 26,61        |
|           | Henri de Bosterhaudt | PCF       | 66           | 1,15         |
|           |                      |           |              |              |
| Inscrits  | Inscrits             | Inscrits  | 7 778        | 100,00       |
| Votants   | Votants              | Votants   | 5 909        | 75,97        |
| Exprimés  | Exprimés             | Exprimés  | 5 723        | 96,85        |

* Conseiller général sortant

## Arrondissement de Redon

### Canton de Redon
- Conseiller sortant : Jean-Baptiste Lelièvre (CDS), élu depuis 1970.

| Candidats | Candidats                | Étiquette | Premier tour | Premier tour |
| Candidats | Candidats                | Étiquette | Voix         | %            |
| --------- | ------------------------ | --------- | ------------ | ------------ |
|           | Jean-Baptiste Lelièvre * | CDS       | 4 255        | 53,85        |
|           | Émile Lahaye             | PS        | 2 965        | 37,53        |
|           | Marc Garreau             | PCF       | 681          | 8,62         |
|           |                          |           |              |              |
| Inscrits  | Inscrits                 | Inscrits  | 11 385       | 100,00       |
| Votants   | Votants                  | Votants   | 8 065        | 70,84        |
| Exprimés  | Exprimés                 | Exprimés  | 7 901        | 97,97        |

* Conseiller général sortant

### Canton de Guichen
- Conseiller sortant : Jacques Renault (RPR), élu depuis 1970.

| Candidats | Candidats          | Étiquette | Premier tour | Premier tour |
| Candidats | Candidats          | Étiquette | Voix         | %            |
| --------- | ------------------ | --------- | ------------ | ------------ |
|           | Jacques Renault *  | RPR       | 3 596        | 52,44        |
|           | Jean-Yves Mérian   | PS        | 2 632        | 38,38        |
|           | Jean-Claude Sanson | PCF       | 629          | 9,17         |
|           |                    |           |              |              |
| Inscrits  | Inscrits           | Inscrits  | 10 053       | 100,00       |
| Votants   | Votants            | Votants   | 7 067        | 70,30        |
| Exprimés  | Exprimés           | Exprimés  | 6 857        | 97,03        |

* Conseiller général sortant

### Canton de Maure-de-Bretagne
- Conseiller sortant : Ange Barre (CDS), élu depuis 1964.

| Candidats | Candidats      | Étiquette | Premier tour | Premier tour |
| Candidats | Candidats      | Étiquette | Voix         | %            |
| --------- | -------------- | --------- | ------------ | ------------ |
|           | Ange Barre *   | CDS       | 2 682        | 71,18        |
|           | Roger Morazin  | PS        | 943          | 25,03        |
|           | Daniel Garnier | PCF       | 143          | 3,80         |
|           |                |           |              |              |
| Inscrits  | Inscrits       | Inscrits  | 5 022        | 100,00       |
| Votants   | Votants        | Votants   | 3 836        | 76,38        |
| Exprimés  | Exprimés       | Exprimés  | 3 768        | 98,23        |

* Conseiller général sortant

## Ancien arrondissement de Montfort-sur-Meu

### Canton de Montfort-sur-Meu
- Conseiller sortant : Roger Beaulieu (PS), élu depuis 1976.

| Candidats | Candidats        | Étiquette | Premier tour | Premier tour | Second tour | Second tour |
| Candidats | Candidats        | Étiquette | Voix         | %            | Voix        | %           |
| --------- | ---------------- | --------- | ------------ | ------------ | ----------- | ----------- |
|           | Roger Beaulieu * | PS        | 3 802        | 44,86        | 4 862       | 54,21       |
|           | Edmond Blanchet  | Mod       | 2 290        | 27,02        | 4 107       | 45,79       |
|           | Hervé Kervella   | ex Rad    | 2 004        | 23,65        |             |             |
|           | Alfred Legros    | PCF       | 379          | 4,47         |             |             |
|           |                  |           |              |              |             |             |
| Inscrits  | Inscrits         | Inscrits  | 11 834       | 100,00       | 12 085      | 100,00      |
| Votants   | Votants          | Votants   | 8 621        | 72,85        | 9 098       | 75,28       |
| Exprimés  | Exprimés         | Exprimés  | 8 475        | 98,31        | 8 969       | 98,58       |

* Conseiller général sortant

### Canton de Montauban-de-Bretagne
- Conseiller sortant : André Faramin (CDS), élu depuis 1972.

| Candidats | Candidats       | Étiquette | Premier tour | Premier tour |
| Candidats | Candidats       | Étiquette | Voix         | %            |
| --------- | --------------- | --------- | ------------ | ------------ |
|           | André Faramin * | CDS       | 2 862        | 67,77        |
|           | François Boyère | PS        | 1 234        | 29,17        |
|           | Monique Dugué   | PCF       | 129          | 3,06         |
|           |                 |           |              |              |
| Inscrits  | Inscrits        | Inscrits  | 5 460        | 100,00       |
| Votants   | Votants         | Votants   | 4 295        | 78,66        |
| Exprimés  | Exprimés        | Exprimés  | 4 223        | 98,32        |

* Conseiller général sortant

### Canton de Saint-Méen-le-Grand
- Conseiller sortant : André Guillou  (RPR), élu depuis 1964.

| Candidats | Candidats       | Étiquette | Premier tour | Premier tour |
| Candidats | Candidats       | Étiquette | Voix         | %            |
| --------- | --------------- | --------- | ------------ | ------------ |
|           | André Guillou * | RPR       | 3 610        | 74,70        |
|           | Pierre Rouvrais | PS        | 1 087        | 22,49        |
|           | Pierre Testard  | PCF       | 136          | 2,81         |
|           |                 |           |              |              |
| Inscrits  | Inscrits        | Inscrits  | 6 418        | 100,00       |
| Votants   | Votants         | Votants   | 4 978        | 77,56        |
| Exprimés  | Exprimés        | Exprimés  | 4 833        | 97,09        |

* Conseiller général sortant